# Île Traill
Pour les articles homonymes, voir Traill.
L'île Traill ou île de Traill (en danois Traill Ø) est une île côtière du nord-est du Groenland.

## Géographie

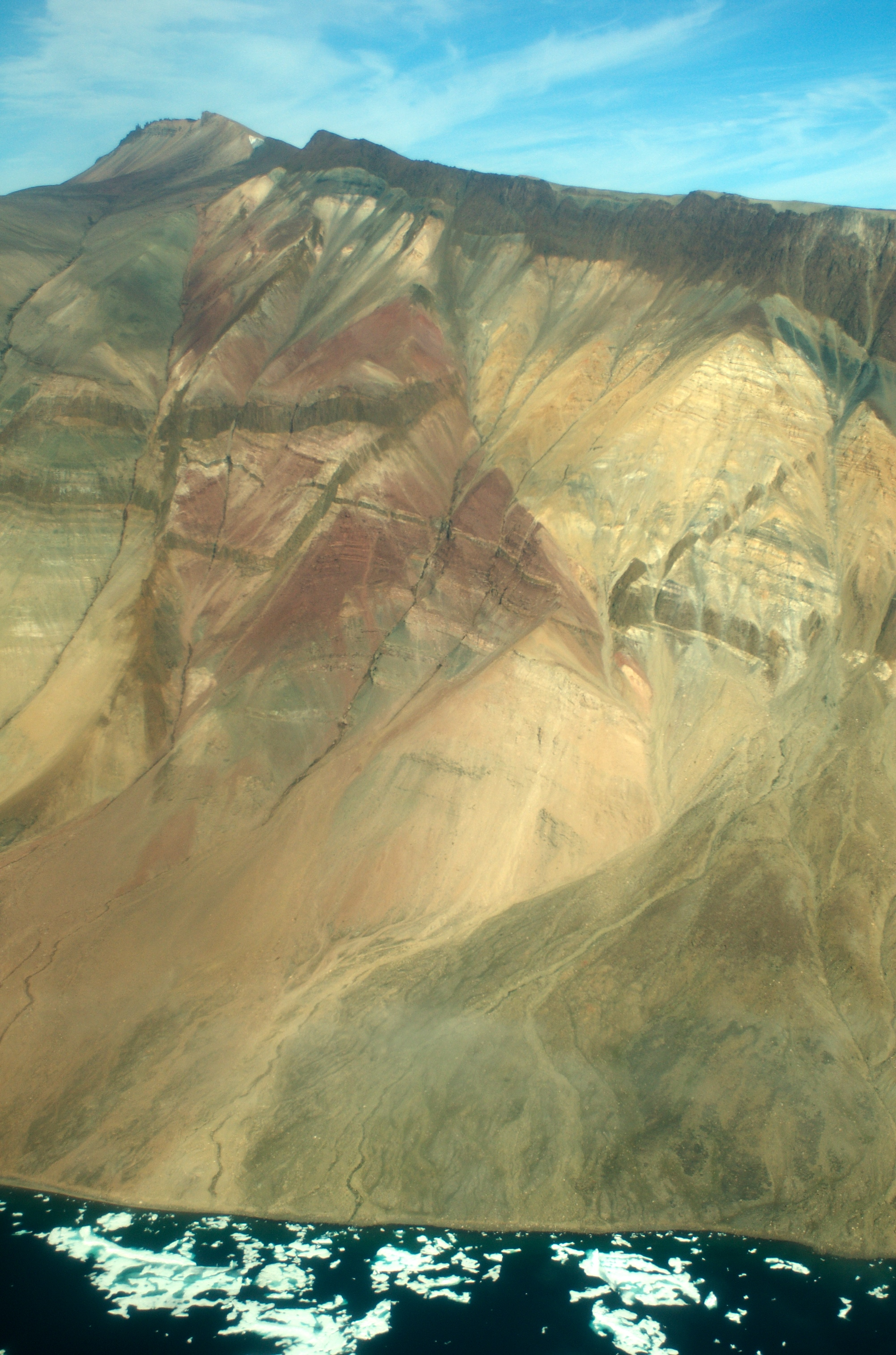
Faille géante sur la côte sud de l'île Traill.

Elle est située sur la côte nord-est du Groenland dont elle est séparée, sur toute la longueur de sa cote occidentale, par le fjord du roi Oscar (Kong Oscar) large de plusieurs kilomètres. Un plus étroit bras de mer, le chenal Vega (Vega Sund) la sépare au nord de l'île de la Société de géographie. Seule sa façade sud-est est ouverte sur la mer du Groenland (océan Arctique), échancrée par un large fjord, le fjord Montnorris, qui s'enfonce d'une trentaine de km dans le sud de l'île. 
Avec une superficie de 3 452 km2, l'île Traill est la quatrième plus grande île du Groenland, après l'île principale, l'île de Disko et la Terre de Milne. D'une longueur d'environ 120 km sur un axe nord-ouest/sud-est et une largeur maximale d'environ 50 km, elle culmine à 1 884 m d'altitude.
L'île est inhabitée.
L'île Traill fait partie du parc national du Nord-Est du Groenland (qui couvre le quart nord-est du Groenland).

## Historique
L'île porte le nom du zoologiste écossais Thomas Stewart Traill (1781-1862).

## Documentaire
- Le Mystère des Lemmings, film documentaire de Jérôme Roguez et Laurent Falquevert, 2007, diffusé sur France 3. Il porte sur les recherches menées sur les lemmings de l'île Traill par Olivier Gilg et Brigitte Sabard, deux chercheurs au Groupe de recherche en écologie arctique.

### Sources et références
- (en) Cet article est partiellement ou en totalité issu de l’article de Wikipédia en anglais intitulé « Traill Island » (voir la liste des auteurs).

1. ↑  (en) « Traill High Point, Greenland », PeakBagger (consulté le 18 septembre 2009)